# بوگان گیت
بوگان گیت (به انگلیسی: Bogan Gate) یک شهرک در استرالیا است که در Parkes Shire واقع شده‌است.